# ボルシャック・ドラゴン
ボルシャック・ドラゴンは、デュエル・マスターズおよび松本しげのぶの漫画である『デュエル・マスターズ』とその派生作品に登場するクリーチャー。

## データ
- レアリティ：ベリーレア
- 文明：火文明
- コスト：6
- 種族：アーマード・ドラゴン
- パワー：6000+
- 能力：W・ブレイカー
- 能力：攻撃中、このクリーチャーのパワーは、自分の墓地にある火のカード1枚につき+1000される。

## 概要
火文明のクリーチャーで種族はアーマード・ドラゴン。デュエル・マスターズを代表するカードで主人公・切札勝舞の初期の切札カード。自分の墓地にある火のカード1枚につきパワーが上昇する能力は「死んだ友の哀しみを力に変える」と解釈できることから正義感の強い主人公の相棒として相応しいカードとして認識されている。攻撃技は「ボルシャックファイアー」、「ボルシャックWファイアー」。
新切札であるボルメテウス・ホワイト・ドラゴンが登場すると徐々に使用されなくなっていったが、アダム戦など節目となる大きな戦いで勝利に直結する活躍をしていることが多い。後にボルシャック・大和・ドラゴンに生まれ変わり、再び主人公の相棒として作中で活躍した。その後も派生カードが多く登場している。

## 使用者
- 切札勝舞
- 切札勝利
- 不亞幽

## 関連カード

### ネオ・ボルシャック・ドラゴン
- レアリティ：プロモーション・カード
- 文明：火文明
- コスト：8
- 種族：アーマード・ドラゴン
- パワー：11000+
- 能力：パワーアタッカー+4000
- 能力：T・ブレイカー

ボルシャック・ドラゴンが転生したカード。しかし、ボルシャック・ドラゴンを代表する能力である自分の墓地にある火のカード1枚につきパワーが上昇する能力がなく、面影があるのはカード名くらいである。

### ボルシャック・大和（やまと）・ドラゴン
- レアリティ：スーパーレア
- 文明：火文明
- コスト：6
- 種族：アーマード・ドラゴン
- パワー：6000+
- 能力：スピードアタッカー
- 能力：攻撃中、このクリーチャーのパワーは、自分の墓地にある火のカード1枚につき+1000される。
- 能力：W・ブレイカー
- 能力：ボルメテウス・武者・ドラゴンの能力によって、相手のパワー6000以下のクリーチャーを1体破壊する時、かわりに相手のパワー12000以下のクリーチャーを1体破壊する。

ボルシャック・ドラゴンが転生して武者鎧を身につけた姿。ボルシャック・ドラゴンを代表する能力をそのままにスピードアタッカーやボルメテウス・武者・ドラゴンをサポートする能力を持った完全上位互換にあたるカードである。